# Batalha de Romani
A Batalha de Romani realizou-se entre 3 e 5 de Agosto de 1916 e representou o último grande ataque terrestre no Canal do Suez durante a Primeira Guerra Mundial. 

## História
A batalha teve lugar a 37 km a leste do canal, perto da cidade egípcia de  Romani, local da antiga Pelúsio, na Península do Sinai. A vitória da 52.ª Divisão (Lowland) e da Divisão Montada Anzac da Força Expedicionária Egípcia (FEE), sobre uma força conjunta otomana e alemã, que tinha marchado através do Sinai, marcou o fim da campanha de Defesa do Canal do Suez, também designada por Offensive zur Eroberung des Suezkanals e İkinci Kanal Harekâtı, que começou a 26 de Janeiro de 1915. Esta vitória do Império Britânico, a primeira contra o Império Otomano na guerra, garantiu a segurança do Canal do Suez contra ataques terrestres, e acabou com as ambições das Potências Centrais de causar problemas ao tráfego que ali passava, ao ganhar o controlo das importantes vias de acesso ao Canal. A perseguição efectuada pela Divisão Montada Anzac (DMA), a qual terminou em Bir el Abd, a 12 de Agosto, marcou, também, o início da Campanha do Sinai e da Palestina. Daí em diante, a (DMA), apoiada pela Brigada Corpo Imperial a Camelo, passou para a ofensiva, perseguindo os exércitos alemão e otomano por muitos quilómetros pela Península do Sinai, revertendo de forma muito marcante a derrota sofrida em Katia três meses antes.
A partir do final de Abril de 1916, depois de uma força otomana liderada pelos alemães ter atacado yeomanry britânicos em Katia, as forças do Império britânico na região duplicaram, de início, de uma para duas brigadas, crescendo, a partir daí, tanto quanto as infraestruturas o podiam suportar. A construção de um caminho-de-ferro e de um sistema de fornecimento de água, permitiram que uma divisão de infantaria se juntasse à cavalaria ligeira australiana e a uma brigada montada armada em Romani. Durante a época de maior calor do Verão, foram realizadas patrulhas a cavalo a partir da base em Romani, enquanto a infantaria construía uma extensa série de redutos defensivos. A 19 de Julho, foi relatado o avanço de uma força alemã, austríaca e otomana a norte do Sinai. Desde 20 de Julho até ao começo da da batalha, as 1.ª e 2.ª Brigadas de Cavalaria Ligeira australianas realizaram operação de pressão sobre o avanço daquela coluna de tropas.
Durante a noite de 3 para 4 de Agosto de 1916, a força em avanço, que incluía a formação de German Pasha I e 3.ª Divisão de Infantaria otomana, lançou um ataque desde Katia a Romani. As tropas avançadas rapidamente entraram em confronto utilizando tácticas de cavalaria, aplicadas pela 1.ª Brigada de Cavalaria Ligeira (Divisão Montada Anzac). A 4 de Agosto, durante um duro combate pouco antes do dia nascer, a cavalaria australiana foi forçada a retirar aos poucos. Quando o dia nasceu, a sua linha foi reforçada pela 2.ª Brigada de Cavalaria Ligeira e, a meio da manhã, a 5.ª Brigada Montada e a Brigada Montada Armada neozelandesa juntaram-se à batalha. Juntas, estas quatro brigadas da Divisão Montada Anzac conseguiram deter e empurrar os atacantes para uma área de areia. Aqui, a força atacante ficou ao alcance da 52.ª Divisão (Lowland), que se encontrava entrincheirada a defender Romani e o caminho-de-ferro. A resistência coordenada de todas as formações da FEE, a areia e o calor e a sede foram mais fortes, detendo a força conjunta alemã, austríaca e otomana. Apesar da força atacante tivesse lutada com determinação para manter as suas posições na manhã seguinte, à noite foram forçados a regressar ao seu ponto de partida, Katia. A força em retirada foi perseguida pela Divisão Montada Anzac entre 6 e 9 de Agosto, durante a qual as forças otomanas e alemãs foram entrando em acções de retaguarda contra a cavalaria ligeira australiana, yeomanry britânicos e brigadas montadas neozelandesas. A perseguição terminou no dia 12 de Agosto quando as forças alemãs e otomanas abandonaram a sua base em Bir el Abd, e retiraram para El Arish.